# Championnat de Croatie féminin de football
Le Championnat de Croatie de football féminin existe depuis 1992. Il a été créé l'année suivant l'indépendance de la Croatie (1991).

## La compétition
Dix clubs composent la 1re division, chaque équipe joue 18 rencontres. La dernière équipe descend en 2e division. 

## Palmarès
- 1992 : ŽNK Maksimir Zagreb
- 1993 : ŽNK Zagreb
- 1993-1994 : ŽNK Osijek
- 1994-1995 : ŽNK Osijek
- 1995-1996 : ŽNK Osijek
- 1996-1997 : ŽNK Osijek Lijanovići
- 1997-1998 : ŽNK Osijek Lijanovići
- 1998-1999 : ŽNK Osijek Lijanovići
- 1999-2000 : ŽNK Osijek Lijanovići
- 2000-2001 : ŽNK Osijek
- 2001-2002 : ŽNK Osijek
- 2002-2003 : ŽNK Osijek
- 2003-2004 : ŽNK Maksimir
- 2004-2005 : ŽNK Maksimir
- 2005-2006 : ŽNK Dinamo-Maksimir
- 2006-2007 : ŽNK Osijek
- 2007-2008 : ŽNK Osijek
- 2008-2009 : ŽNK Osijek
- 2009-2010 : ŽNK Osijek
- 2010-2011 : ŽNK Osijek
- 2011-2012 : ŽNK Osijek
- 2012-2013 : ŽNK Osijek
- 2013-2014 : ŽNK Osijek
- 2014-2015 : ŽNK Osijek
- 2015-2016 : ŽNK Osijek
- 2016-2017 : ŽNK Osijek
- 2017-2018 : ŽNK Osijek
- 2018-2019 : ŽNK Split
- 2019-2020 : ŽNK Split
- 2020-2021 : ŽNK Osijek
- 2021-2022 : ŽNK Split
- 2022-2023 : ŽNK Osijek
- 2023-2024 : ŽNK Osijek
- 2024-2025 : ŽNK Agram

## Bilan par clubs
- 25 titres : ŽNK Osijek
- 4 titres : ŽNK Dinamo-Maksimir
- 3 titres : ŽNK Split
- 1 titre : ŽNK Zagreb
- 1 titre : ŽNK Agram

## Note
Entre 1974-1975 et 1990-1991, trois clubs croates ont été champions de Yougoslavie : ŽNK Zagreb (3 fois), ŽNK Maksimir (2 fois) et ŽNK Sloboda '78 (1 fois).